# إليزابيث جاكوبس (لاعبة جمباز بهلوانية)
إليزابيث جاكوبس (بالإنجليزية: Elizabeth Jacobs) هي لاعبة جمباز بهلوانية ‏ أسترالية، ولدت في 26 فبراير 1989 في بريزبان في أستراليا.